# SN 2003in
SN 2003in – supernowa typu Ia odkryta 30 września 2003 roku w galaktyce IC1956. W momencie odkrycia miała maksymalną jasność 17,80m.